# История О (фильм)
«История О» (фр. Histoire d'O) — французская экранизация одноимённого эротического романа Доминик Ори (1954). Фильм снят в 1975 году Жюстом Жакеном.

## Сюжет
Молодой человек отсылает свою любовницу, по её согласию, в далёкое поместье — за́мок Руаси, где ей предстоит прожить некоторое время. Замком и слугами управляет знакомый этого молодого человека, но способы управления у него особые, в стиле BDSM, но без полноценного внимания к согласию всех сторон, что обязательно в БДСМ. Подробное изложение сюжета см. в статье История О.

## В ролях
- Коринн Клери — О
- Клаудия Сепеда
- Мартина Келли — Тереза
- Жан Гавен — Пьер
- Удо Кир — Рене